# Sully-sur-Loire
Sully-sur-Loire település Franciaországban, Loiret megyében. Lakosainak száma 5142 fő (2022. január 1.). Sully-sur-Loire Saint-Père-sur-Loire, Guilly, Ouzouer-sur-Loire, Saint-Aignan-le-Jaillard, Saint-Benoît-sur-Loire, Viglain és Villemurlin községekkel határos.

## Népessége
A település népessége az elmúlt években az alábbi módon változott:
| Lakosok száma | 4278 | 5825 | 5806 | 5795 | 5440 | 5386 | 5348 | 5213 | 5141 | 5142 |
|               | 1968 | 1982 | 1990 | 2006 | 2013 | 2015 | 2017 | 2019 | 2020 | 2022 |

## Nevezetességei
Fő nevezetessége a Loire jobb partján álló Sully-sur-Loire kastély, a nevezetes Loire menti kastélyok közül a legkeletibb (legfölső).